# Sơn dương núi Pakistan
Sơn dương núi Pakistan, thường được gọi là Sơn dương Markhor, tiếng Anh: Markhor /ˈmɑːkɔː/ (Capra falconeri; tiếng Pashtun: مرغومی marǧūmi; Ba Tư/Urdu: مارخور) là một loài dê lớn hoang dã sinh sống tại đông bắc Afghanistan, bắc và trung Pakistan, Kashmir, nam Tajikistan, nam Uzbekistan và trên dãy núi Himalaya.
Loài này được IUCN xếp vào nhóm loài nguy cấp mãi cho đến năm 2015, Sơn dương núi Pakistan được liệt kê xuống nhóm loài sắp bị đe dọa. Số lượng của loài đã tăng lên trong những năm gần đây với ước tính tăng 20% trong một thập kỷ qua. Sơn dương núi Pakistan là động vật biểu tượng quốc gia của Pakistan.

## Tên gọi

### Nguyên từ
Tên thông dụng của loài này được cho khởi nguồn 2 từ trong tiếng Ba Tư là mar, nghĩa là con rắn, và khor, nghĩa là "ăn". Đôi khi tên gọi được hiểu theo 2 nghĩa, hoặc là mô tả khả năng giết rắn của loài này, hoặc là ám chỉ đến cặp sừng sơn dương có hình xoắn như dụng cụ mở nút chai, hình xoắn đó được liên tưởng chút ít đến hình dạng con rắn cuộn xoắn.
Theo truyền thuyết dân gian (giải thích bởi Shah Zaman Gorgani), Sơn dương núi Pakistan có khả năng giết chết một con rắn và ăn nó. Sau đó, trong lúc nhai lại con rắn, sơn dương nôn một chất bọt ra khỏi miệng, nhỏ giọt trên mặt đất và hong khô. Chất bọt này được người địa phương tìm kiếm, họ tin rằng đó là thần dược hữu ích để hút nọc độc rắn từ vết rắn cắn.

### Tên địa phương
- Persian, Urdu và Kashmiri: مارخور markhor[5]
- Pashto: مرغومی marǧūmay
- Ladaki: rache, rapoche (đực) và rawache (cái)[5]
- Burushaski: halden, haldin (đực) và giri, giri Halden (cái)[5]
- Shina: Boom Mayaro, (đực) và Boom Mayari (cái)[5]
- Brahui: rezkuh, matt (đực) và hit, harat (cái)[5]
- Baluch: pachin, sara (đực) và buzkuhi (cái)[5]
- Wakhan: youksh, ghashh (đực) và moch (cái)[5]
- Khowar/Chitrali: Shara (đực) và maxhegh (cái)[5]

## Mô tả vật lý

### Kích thước
Sơn dương núi Pakistan khi đứng bờ vai cao khoảng 65–115 cm (26–45 in), chiều dài thân khoảng 132–186 cm (52–73 in) và nặng khoảng 32–110 kg (71-243 lb), đuôi dài khoảng 8 – 20 cm (3.2 – 8 in). Đây là loài có chiều cao bờ vai tối đa giữa các loài thuộc chi Capra, vượt qua chiều cao và trọng lượng của sơn dương Siberia.

### Lông
Bộ lông sơn dương có màu sắc và chiều dài thay đổi theo mùa. Vào mùa hè, bộ lông có màu nâu nhạt, xám, hoặc xám pha đỏ hung, lông mịn và ngắn. Đến mùa đông lạnh giá, bộ lông chuyển sắc xám hơn, mọc rậm rạp và dài hơn. Lông dưới bụng có màu trắng. Lông ở ống chân có màu đen và trắng. Sơn dương núi Pakistan là loài lưỡng hình giới tính, con đực có bộ lông bờm trắng hoặc sẫm màu (giống như bờm của loài ngựa hoặc sư tử), mọc dài thòng xuống trên cằm, cổ, ngực và ống chân. Con cái có bộ lông ngắn, màu đỏ hung, trông có vẻ mảnh mai, râu đen ngắn và không có bờm.

### Sừng
Sơn dương đực sở hữu cặp sừng xoắn tuyệt mỹ và ngoạn mục, cùng kích thước to lớn, đây là một trong những loài nổi bật nhất, ấn tượng nhất thuộc cả họ loài dê (Capra spp.). Sơn dương cái cũng có sừng, nhưng sừng nhỏ và ngắn. Cặp sừng xoắn cân xứng theo hình dụng cụ mở nút chai, chụm lại nhau trên đỉnh đầu, nhưng căng ra theo phía hướng lên đỉnh sừng. Sừng con đực có thể phát triển dài đến 160 cm (64 inch), nhưng sừng con cái nhỏ, ngắn chỉ dài khoảng 25 cm (10 inch). Cặp sừng có thể thẳng hoặc xòe rộng ra phía ngoài tùy theo từng phân loài. Con đực có khứu giác tinh nhạy, hơn hẳn các loài dê nhà.

## Tập tính

### Môi trường sống

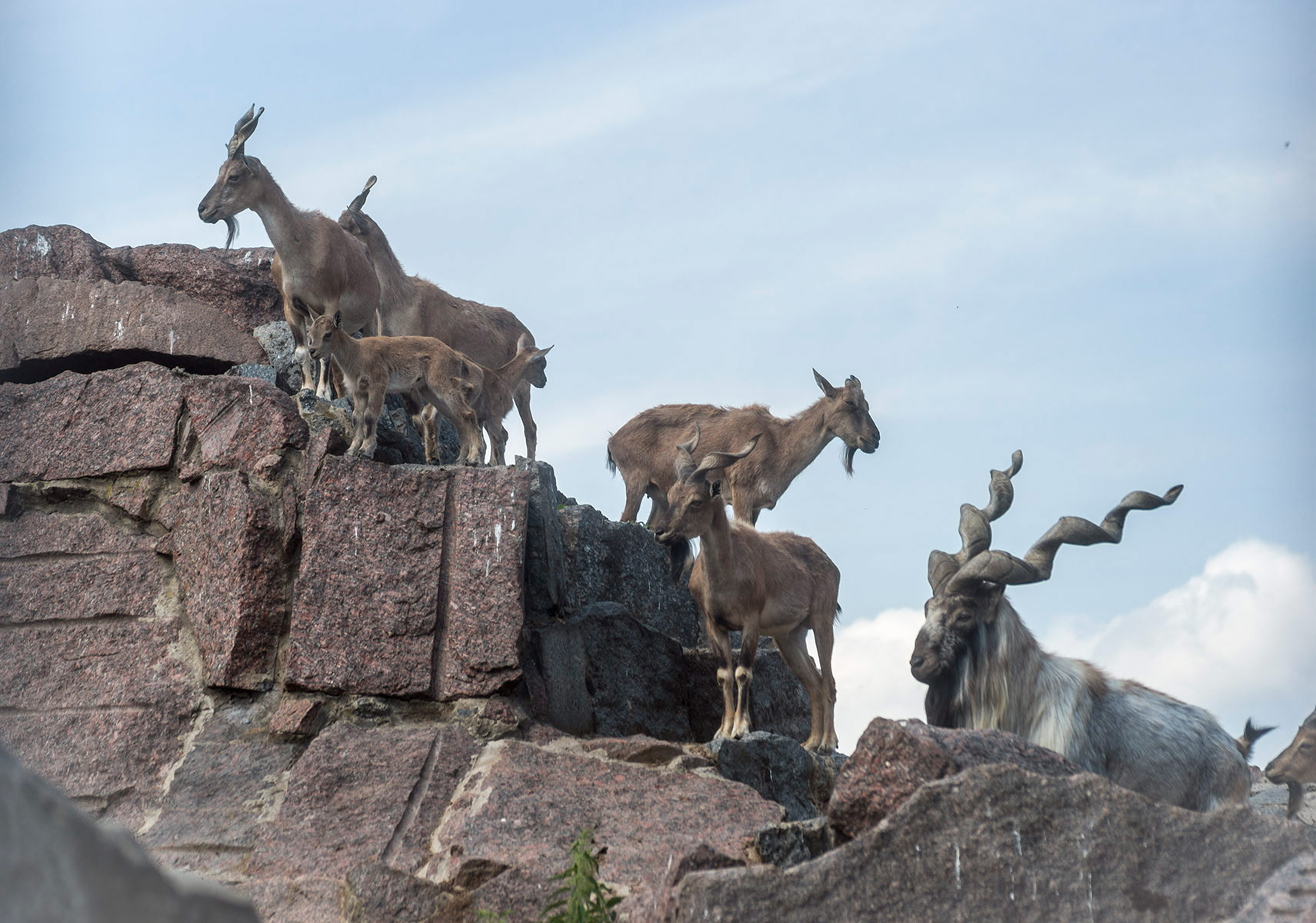
Bầy đàn sơn dương thích nghi tại vùng núi cao

Giống như nhiều loài dê hoang dã khác, Sơn dương núi Pakistan leo trèo rất khéo léo và nhanh nhẹn, chúng có thể đứng được trên vách đá dốc đứng; thậm chí còn có thể nhảy qua địa hình núi đá dễ dàng. Sơn dương núi Pakistan thích nghi địa hình đồi núi, tìm được khoảng từ giữa 600 đến 3.600 mét so với mực nước biển, tùy theo mùa, mùa hè sống ở độ cao cao hơn, mùa đông sống ở độ cao thấp hơn. Loài này thường sinh sống nơi rừng cây bụi, mọc chủ yếu cây sồi (Quercus ilex), thông (Pinus gerardiana), bách xù (Juniperus macropoda). Sơn dương cũng thích nghi bên vách đá khô cằn, hẻm núi dốc ở miền núi thưa thớt cây cối thuộc phía tây dãy Hymalaya ở Trung Á.
Vào mùa hè, Sơn dương núi Pakistan thường nằm ở những nơi thông thoáng, trong bóng mát của ngọn núi hoặc dưới những bụi cây nhỏ, chúng không bao giờ nằm trên đá hay chỗ bằng phẳng. Sơn dương thường nghỉ ngơi vào ngày nóng bức.
Vào mùa đông, Sơn dương núi Pakistan thường di chuyển hằng ngày khoảng 2–5 km, đến sườn núi phía nam hoặc những khu vực ấm áp của ngọn núi. Nhằm tránh vùng tuyết sâu, rơi dày đặc, tránh những sông băng hà ở độ cao lớn. Sơn dương sẽ trú ẩn dưới các vòm đá gần chân vách núi, nơi trú ẩn thường có tầm nhìn tốt.
Đây là loài ban ngày, hoạt động cả ngày, cao điểm vào sáng sớm và chiều tối.

### Khẩu phần
Khẩu phần của Sơn dương núi Pakistan thay đổi theo mùa: trong thời kỳ mùa xuân và mùa hè, chúng ăn cỏ, lá xanh, thảo mộc, trái cây, hoa, rau, củ, nhưng chuyển sang ăn chồi non, lá khô, cành cây trong mùa đông, đôi khi sơn dương còn đứng bằng hai chân sau để với tới ăn trên những cành cây cao. Trung bình, con cái trưởng thành tiêu thụ khoảng 7–11 kg thức ăn (trọng lượng tươi), con non tiêu thụ khoảng 2,4–4 kg. Sơn dương dành khoảng 8-12 giờ hàng ngày để gặm thức ăn. Loài này thường hoạt động cả ngày trừ trong vài giờ vào giữa ngày, khi đó chúng nằm và nhai lại thức ăn. Sơn dương cần uống nhiều nước trong mùa hè, thường đến những nơi nhiều nước hai lần một ngày.

### Sinh sản

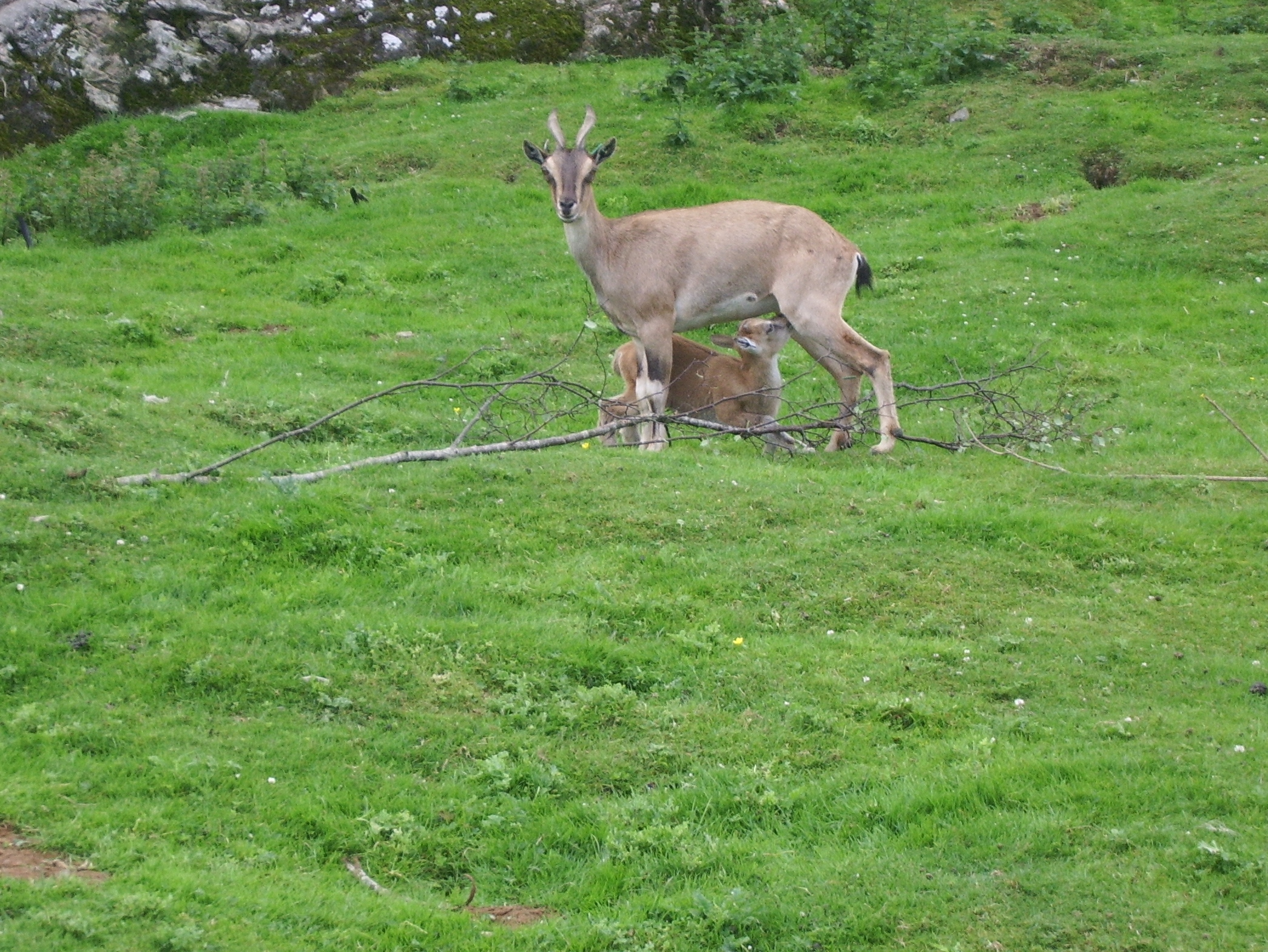
Con cái và con non

Mùa giao phối diễn ra trong mùa đông, thời kỳ động dục bắt đầu khoảng tháng 9, trong thời gian đó những con đực đánh nhau giành bạn tình bằng cách hất đá, khóa sừng và xô đẩy quật ngã đối phương. Thai kỳ của loài kéo dài 135-170 ngày, và kết quả là sinh khoảng một hoặc hai con non, mặc dù hiếm khi sinh ba. Thời điểm sinh vào khoảng tháng 4 đến giữa tháng 6 năm sau. Con non sẽ được cai sữa khi được 6 - 8 tháng tuổi. Sơn dương bắt đầu động dục vào khoảng 18-30 tháng tuổi, khi đó các cá thể trưởng thành sẽ bắt đầu tách khỏi bầy. Tuổi thọ của Sơn dương núi Pakistan khoảng 12-13 năm.

### Bầy đàn
Sơn dương núi Pakistan sống theo bầy, thường khoảng chín cá thể, bao gồm những con cái trưởng thành và con non do con cái đó sinh ra. Con đực trưởng thành là phần lớn sống đơn độc. Con cái trưởng thành và con non chiếm bao gồm phần lớn số lượng Sơn dương núi Pakistan, với con cái trưởng thành chiếm 32% số lượng và con non chiếm 31%. Con đực trưởng thành chiếm 19%, trong khi cá thể gần trưởng thành (con đực tuổi từ 2-3 năm) chiếm 12%, và cá thể 1 tuổi (con cái từ 12-24 tháng) chiếm 9% số lượng. Tiếng kêu báo động của Sơn dương núi Pakistan tương tự với tiếng kêu be be của dê nhà. Đầu mùa, con đực và con cái có thể tìm được nhau trên các đồng cỏ xanh hoặc những sườn dốc giữa rừng. Trong suốt mùa hè, các con đực vẫn ở trong rừng, trong khi con cái thường leo lên các đỉnh núi đá cao nhất ở phía trên.

## Phân loài và phạm vi
Hiện nay, chỉ 3 phân loài của Sơn dương núi Pakistan được công nhận bởi IUCN:

### Astor markhor
Phân loài Astor markhor (Capra falconeri falconeri) có sừng lớn, phẳng, phân nhánh ra rất rộng rãi, và đi lên gần như thẳng với chỉ một nửa vòng xoắn. Danh pháp đồng nghĩa là Capra falconeri cashmiriensis hoặc pir punjal markhor, có sừng nặng, phẳng, xoắn lại như cái mở nút chai.
Trong phạm vi Afghanistan, phân loài Astor markhor được giới hạn về phía đông vùng rừng cao và miền núi gió mùa thuộc 2 tỉnh Laghman và Nuristan. Tại Ấn Độ, phân loài này được giới hạn tại một phần dãy núi Pir Panjal ở tây nam Jammu và Kashmir. Trong suốt phạm vi này, quần thể Astor markhor phân bố rải rác, bắt đầu từ phía đông đèo Banihal (50 km từ sông Chenab) trên đường cao tốc Jammu-Srinagar về hướng tây đến vùng biên giới tranh chấp với Pakistan. Các cuộc điều tra gần đây cho thấy phân loài vẫn còn sinh sống ở lưu vực sông Limber và sông Lachipora tại ranh giới rừng thung lũng Jhelum, và xung quanh Shupiyan đến phía nam Srinagar. Tại Pakistan, phân loài Astor markhor được giới hạn tại vùng sông Ấn và các nhánh sông, cũng như sông Kunar (Chitral) và các nhánh sông. Dọc theo sông Ấn, chúng sinh sống dọc 2 bên bờ từ Jalkot (quận Kohistan) ngược dòng lên gần làng Tungas (Baltistan), được giới hạn từ phía tây Gakuch lên đến sông Gilgit, Chalt lên sông Hunza, và thung lũng Parishing lên sông Astore. Chúng được cho là sống bên phải thung lũng Yasin (quận Gilgit), mặc dù điều này chưa được xác nhận. Sơn dương sừng xoắn markhor cũng được tìm thấy xung quanh thủ phủ Chitral và vùng biên giới giáp Afghanistan, nơi chúng sống ở một số thung lũng dọc sông Kunar (quận Chitral), từ Arandu bên bờ tây và thị trấn Drosh bên bờ phía đông, lên đến Shoghor dọc theo sông Lutkho, và xa hơn là Barenis dọc theo sông Mastuj. Số lượng lớn nhất hiện nay được tìm thấy tại công viên quốc gia Chitral ở Pakistan.

### Bukharan markhor
Mặc dù phân loài Bukharan markhor (Capra falconeri heptneri) trước đây sống tại hầu hết các ngọn núi trải dọc theo bờ bắc của vùng Thượng Amu Darya và sông Pyanj từ Turkmenistan đến Tajikistan, hai đến ba phần số lượng cá thể phân tán hiện nay trong sự phân bố giảm đáng kể. Phân loài được giới hạn đến khu vực giữa vùng hạ Pyanj và sông Vakhsh gần thành phố Kulyab tại Tajikistan (khoảng 70" đông và 37’40’ đến 38" bắc), và trong dãy Kugitangtau ở Uzbekistan và Turkmenistan (khoảng 66’40’ đông và 37’30’ bắc). Phân loài này có thể tồn tại ở bán đảo Darwaz của miền Bắc Afghanistan gần biên giới với Tajikistan. Trước năm 1979, hầu như không có gì được biết đến về phân loài này hoặc phân phối của chúng ở Afghanistan, và không có thông tin mới được tìm ra tại Afghanistan kể từ thời điểm đó.

### Kabul markhor
Phân loài Kabul markhor (Capra falconeri megaceros) có sừng với 1 vòng xoắn mảnh khảnh, giống như 1 vòng cuộn. Danh pháp đồng nghĩa là Capra falconeri jerdoni.
Đến năm 1978, sơn dương Kabul markhor sống sót ở Afghanistan duy chỉ tại vùng Kabul Gorge và Kohe Safi thuộc Kapissa, trong một số khu vực bị cô lập ở giữa. Chúng hiện đang sống tại vùng không thể tiếp cận, hầu hết là những dãy núi rộng lớn tại Kapissa và tỉnh Kabul, sau khi bị loại ra khỏi môi trường sống nguyên thủy do săn bắn. Tại Pakistan, phạm vi hiện tại của phân loài chỉ bao gồm các khu vực biệt lập nhỏ ở Baluchistan, bang Khyber Pakhtunkhwa (KPK) và tại quận Dera Ghazi Khan (bang Punjab). Cục lâm nghiệp KPK nhận xét rằng vùng miền thuộc Mardan và Sheikh Buddin vẫn còn là nơi sinh sống của phân loài. Ít nhất 100 cá thể được cho sống bên sườn dãy núi Safēd Kōh thuộc Pakistan (quận Kurram và Khyber).

## Mối quan hệ với dê nhà
Một số nhà khoa học mặc nhiên công nhận Sơn dương núi Pakistan là tổ tiên vài giống dê nhà. Dê Angora được một số đánh giá là hậu duệ trực tiếp của Sơn dương núi Pakistan tại Trung Á. Charles Darwin mặc nhiên công nhận dê hiện đại phát sinh do lai giống Sơn dương núi Pakistan với dê hoang dã. Bằng chứng cho Sơn dương núi Pakistan lai tạo giống với dê nhà đã được tìm thấy. Một nghiên cứu cho thấy 35,7% số lượng Sơn dương núi Pakistan nuôi nhốt khi phân tích (từ ba vườn thú khác nhau) tìm được DNA ty thể từ dê nhà. Các nhà khoa học khác đưa ra khả năng sơn dương Markhor có thể là tổ tiên vài giống dê Ai Cập, do cặp sừng cùng hình dáng của chúng, mặc dù thiếu một đường sống ở phía trước trên sừng sơn dương Markhor ngược lại với bất kỳ mối quan hệ gần gũi nào. Giống dê nhà Changthangi tại vùng Ladakh và Tây Tạng có thể có nguồn gốc từ Sơn dương núi Pakistan. Giống dê Girgentana tại Sicily được xét rằng phát sinh nguồn gốc từ Sơn dương núi Pakistan, cũng như giống dê Bilberry tại Ireland. Đàn hoang dã Kashmir khoảng 200 cá thể trên mũi đất đá vôi Great Orme tại xứ Wales bắt nguồn từ một đàn thuần dưỡng ở công viên Windsor lớn thuộc sở hữu nữ hoàng Victoria của Anh.
Những mẫu phân lấy từ Sơn dương núi Pakistan và dê nhà chỉ ra mức độ nghiêm trọng trong sự cạnh tranh thức ăn giữa hai loài. Sự tranh giành thức ăn giữa những loài ăn cỏ được cho đã làm giảm đáng kể nhiều vụ mùa ứ đọng của thức ăn gia súc tại dãy núi Himalaya-Karkoram-Hindukush. Vật nuôi nội địa có lợi thế hơn động vật ăn cỏ hoang dã vì mật độ đàn gia súc này thường đẩy đối thủ cạnh tranh ra khỏi khu vực mọc cỏ tươi tốt nhất. Giảm nguồn thức ăn sẵn có đã ảnh hưởng tiêu cực đến khả năng sinh sản của con cái.

## Kẻ thù
Con người là kẻ thù săn thịt chính của Sơn dương núi Pakistan. Bởi vì Sơn dương núi Pakistan sống tại môi trường miền núi rất dốc và không thể tiếp cận, một số cụm sinh sống của sơn dương mà loài người rất ít khi được tiếp cận. Đại bàng vàng (Aquila chrysaetos) đã được báo cáo từng săn thịt sơn dương non. Trong số các loài ăn thịt hoang dã, linh miêu Himalaya (Felis lynx), mèo báo (Felis bengalensis), báo tuyết (Panthera uncia), sói xám (Canis lupus), và gấu ngựa (Ursus thibetanus) là những kẻ thù chính săn thịt sơn dương. Bởi vì nhiều mối đe dọa, Sơn dương núi Pakistan có thị lực tốt và một khứu giác tinh nhạy để phát hiện những kẻ săn mồi gần đó. Sơn dương núi Pakistan rất ý thức về môi trường xung quanh và đề cao cảnh giác đối với những kẻ săn mồi. Loài này thể hiện phản ứng nhanh và trốn thoát nhanh chóng khi tiếp xúc với động vật ăn thịt.

## Sự đe dọa

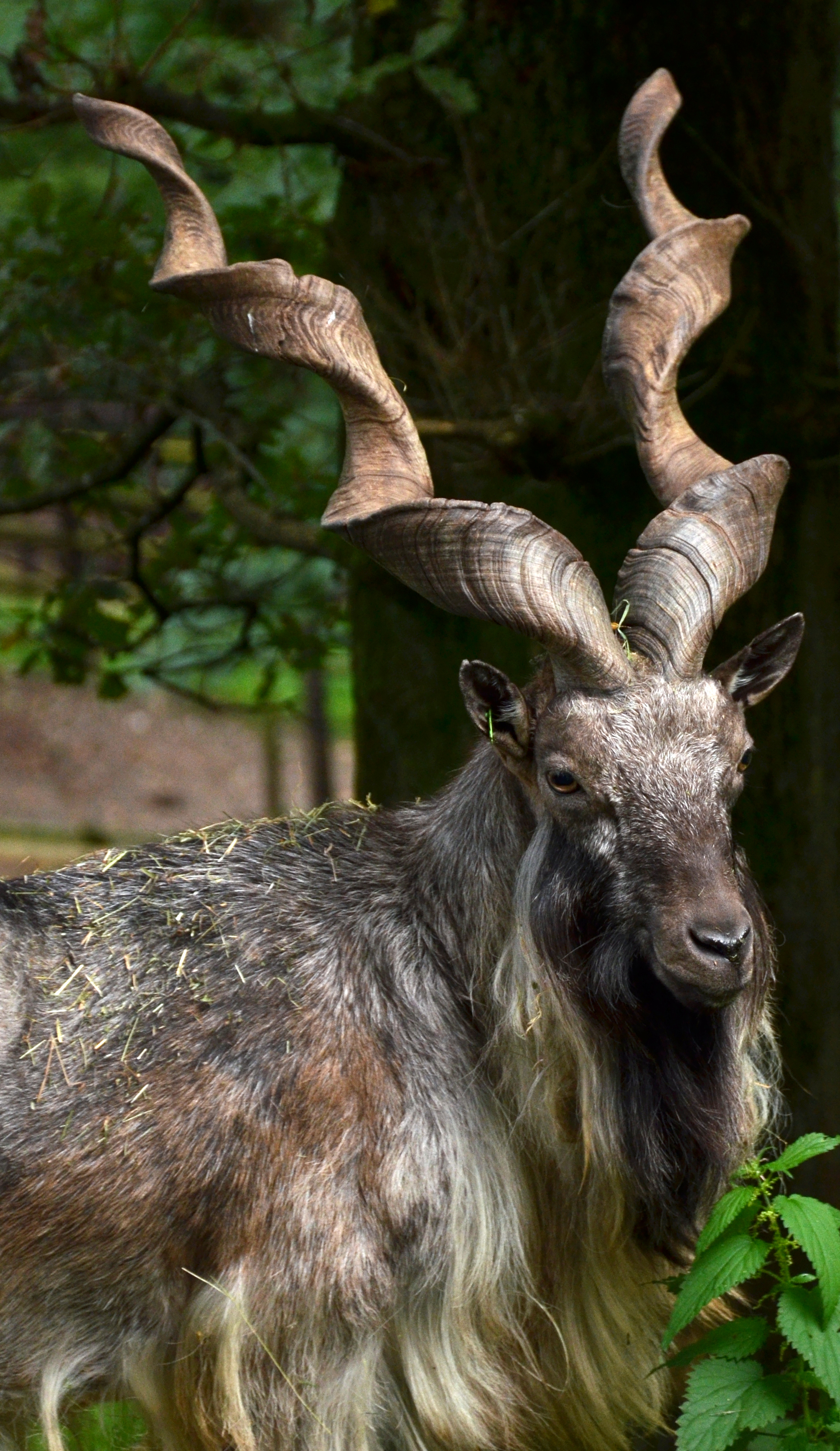
Sơn dương núi Pakistan bị săn lùng bởi cặp sừng xoắn ấn tượng

Sơn dương núi Pakistan là con mồi của nhiều loài động vật ăn thịt như báo tuyết, gấu, linh miêu, chó rừng, sói xám và đại bàng vàng. Trong khi không trực tiếp gây ra sự đe dọa cho loài, nhưng số lượng nhỏ sơn dương đang bị đe dọa bởi động vật săn mồi quen thuộc. Săn bắt động vật như một phương tiện sinh sống hoặc kinh doanh động vật hoang dã đã bổ sung thêm vào các vấn đề phát triển cho giới chức quản lý động vật hoang dã ở nhiều nước. Săn bắt, với nhiều tác động gián tiếp như làm xáo trộn, tăng khoảng cách trốn chạy và kết quả làm giảm không gian sống hiệu quả, là những yếu tố quan trọng nhất đe dọa sự sống còn của Sơn dương núi Pakistan. Những loại săn trộm phổ biến nhất dường như là cư dân địa phương, bảo vệ biên giới tiểu bang, sau này thường dựa vào hướng dẫn săn bắt địa phương, và người Afghan, vượt biên trái phép. Săn trộm gây ra sự phân mảnh số lượng và phân bố khu vực sống thành những đảo nhỏ gồm nhiều quần thể còn lại dễ bị tuyệt chủng. Sơn dương núi Pakistanđược xem như là giải thưởng chiến tích săn bắn trị giá nhằm lấy cặp sừng xoắn ốc cực kỳ hiếm có của loài, điều này đã trở thành mối đe dọa cho loài sơn dương này. Chiến lợi phẩm săn bắn được cho là khi loài quý hiếm hàng đầu bị săn lùng, lúc mà vượt qua cả việc săn thịt làm thực phẩm. Thợ săn nước ngoài có nhu cầu lớn về cặp sừng tuyệt mỹ của sơn dương Markhor, giống như một danh hiệu giải thưởng. Trong những năm 1960 và 1970, sơn dương bị đe dọa nghiêm trọng bởi cả thợ săn nước ngoài và người Pakistan có thế lực. Mãi cho đến những năm 1970, Pakistan đã thông qua một đạo luật bảo tồn và phát triển ba loại khu vực bảo vệ. Thật không may, tất cả các biện pháp bảo vệ sơn dương Markhor đã thực hiện không đúng. Sự suy giảm liên tục của quần thể sơn dương cuối cùng đã được cộng đồng quốc tế chú ý và trở thành một mối quan tâm. Ngoài săn bắt, Sơn dương núi Pakistan cũng bị đe dọa nghiêm trọng do mất môi trường sống, xung đột vũ trang và cạnh tranh thức ăn với vật nuôi bản địa.

## Săn bắt
Thời kỳ Ấn Độ thuộc Anh, săn bắt Sơn dương núi Pakistan được xem là trò chơi đầy thử thách nhất, do bởi sự nguy hiểm luôn rình rập khi rình rập và đuổi theo con vật trên địa hình núi cao hiểm trở. Theo Arthur Brinckman, trong cuốn The Rifle in Cashmere của ông, "một người đàn ông là người đi bộ tốt sẽ không bao giờ muốn cho bất kỳ môn thể thao tuyệt hơn so với việc săn bắn sơn dương Siberia hoặc Sơn dương núi Pakistan. Elliot Roosevelt đã viết rằng ông bắn hai con Sơn dương núi Pakistan năm 1881, lần thứ nhất vào ngày 8 tháng bảy, lần thứ nhì vào ngày 1 tháng tám. Mặc dù săn Sơn dương núi Pakistan là bất hợp pháp ở Afghanistan, chúng vẫn bị săn bắt một cách truyền thống tại các tỉnh Nuristan và Laghman, và hoạt động đó có thể đã được tăng cường trong thời gian chiến tranh Afghanistan (2001–nay). Tại Pakistan, săn bắt Sơn dương núi Pakistan là phạm pháp. Tuy nhiên gần đây, như là một phần của một quá trình bảo tồn, giấy phép săn bắn đắt tiền được cấp từ chính phủ Pakistan cho phép cho săn bắn những con sơn dương già không còn khả năng sinh sản tốt. Tại Ấn Độ, bất hợp pháp khi săn bắt sơn dương nhưng loài này vẫn bị săn làm thực phẩm và lấy sừng, được cho là có đặc tính chữa bệnh. Sơn dương núi Pakistan cũng đã được giới thiệu thành công cho các trại chăn nuôi tư nhân ở Texas. Không giống như các loài cừu Barbary, linh dương đen Ấn Độ, linh dương bò lam, sơn dương Siberia, và hươu đốm, tuy nhiên, Sơn dương núi Pakistan đã không thoát khỏi số lượng đủ để thành lập bãi rộng các quần thể hoang dã ở Texas.

## Tình trạng bảo tồn
Từ giữa những năm 1990, Sơn dương núi Pakistan được liệt kê trong Phụ lục I của Công ước CITES, theo đó nghiêm cấm tất cả hoạt động buôn bán loài này mà không có giấy phép. Liên minh Bảo tồn Thiên nhiên Quốc tế đã phân loại Sơn dương núi Pakistan vào loài nguy cấp, có nghĩa loài đang phải đối mặt với nguy cơ tuyệt chủng trong tương lai gần nếu những nỗ lực bảo tồn không được duy trì. Đã có những ước tính khác nhau cho là nhiều Sơn dương núi Pakistan còn tồn tại nhưng một ước tính toàn cầu thống kê rằng số lượng ít hơn 2.500 cá thể trưởng thành, với mỗi tiểu quần thể ít hơn 250 cá thể. Có nhiều khu bảo tồn ở Tajikistan để bảo vệ Sơn dương núi Pakistan. Năm 1973, hai khu bảo tồn đã được thành lập. Khu bảo tồn Dashtijum Strict (còn gọi là Zapovednik bằng tiếng Nga) bảo vệ Sơn dương núi Pakistan trên diện tích 20.000 ha. Khu dự trữ Dashtijum (gọi là Zakasnik bằng tiếng Nga) bao phủ diện tích 53.000 ha. Mặc dù những khu dự trữ tồn tại để bảo vệ và bảo tồn quần thể sơn dương, nhưng quy định được thực thi kém làm nạn săn trộm nói chung vẫn diễn ra cũng như hủy hoại môi trường sống. Mặc dù, loài này vẫn phải đối mặt nhiều mối đe dọa đang diễn ra, nhưng những nghiên cứu gần đây cho thấy một vài thành công đáng kể từ các phương pháp bảo tồn. Phương pháp này bắt đầu vào năm 1900 khi một thợ săn địa phương đã bị thuyết phục bởi một khách du lịch săn thú nhằm ngăn chặn nạn săn trộm Sơn dương núi Pakistan. Người thợ săn địa phương thành lập một uỷ ban bảo vệ phối hợp với hai tổ chức khác ở địa phương gọi là Morkhur và Muhofiz. Hai tổ chức này hy vọng rằng những cuộc đàm luận của họ sẽ không chỉ giúp bảo vệ, mà còn cho phép họ cứu sống loài sơn dương này. Cộng đồng địa phương được khuyến khích bảo tồn Sơn dương núi Pakistan thông qua nhiều ưu đãi kinh tế. Cách thức này khá hiệu quả so với các vùng đất bảo vệ thiếu thực thi và bảo mật. Tại Ấn Độ, Sơn dương núi Pakistanđược bảo vệ (Mục I) theo luật bảo vệ thiên nhiên hoang dã Jammu và Kashmir năm 1978.

## Trong văn hóa
Sơn dương núi Pakistan là loài động vật biểu tượng quốc gia của Pakistan. Chúng là một trong số 72 loài động vật được ghi trong danh sách WWF Conservation Coin Collection năm 1976. Nghệ thuật con rối Markhor được trình diễn trong các chương trình múa rối Afghan gọi buz-baz.